# The Avalanches
The Avalanches je australská elektronická hudební skupina, založená v roce 1997. Původní a stálou sestavu skupiny tvoří klávesista Robbie Chater, klávesista a baskytarista Tony Diblasi a klávesista a kytarista Darren Seltmann. V různých obdobích ve skupině působilo ještě několik dalších hudebníků. Své první studiové album nazvané Since I Left You skupina vydala v roce 2000 a umístilo se na osmé příčce v britském hitparádovém žebříčku. Videoklip k titulní písni byl oceněn cenou MTV Europe Music Award za nejlepší video. Později skupina udělala remixy písně různých hudebníků (například od skupin The Concretes nebo Wolfmother) a v roce 2016 vydala druhé album Wildflower.

## Diskografie
- Since I Left You (2000)
- Wildflower (2016)
- We Will Always Love You (2020)